# Арапов, Александр Николаевич
Алекса́ндр Никола́евич Ара́пов (1801—1872) — генерал-лейтенант, командир лейб-кирасирского Его Высочества Наследника Цесаревича полка, пензенский губернский предводитель дворянства.

## Биография
Александр Арапов родился 21 декабря 1801 года в селе Лашма (Наровчатский уезд, Пензенская губерния), происходил из дворян Пензенской губернии, второй сын богатого помещика, отставного секунд-майора Николая Андреевича Арапова (1757-1826) от брака с Ольгой Александровной урождённой Мошковой. Начальное образование получил дома и продолжил его в Аннинской школе в Санкт-Петербурге.
В 1817 году Александр Арапов поступил на военную службу юнкером в Кавалергардский полк. 6 июля 1818 года был произведён в корнеты.
В 1831 году Арапов принимал участие в кампании против восставших поляков, отличился в сражении при Остроленке и взятии штурмом Варшавы. За отличие был произведён в полковники и награждён орденом св. Владимира 4-й степени с бантом и польским знаком отличия за военное достоинство (Virtuti Militari) 4-й степени.
1 июля 1837 года Арапов был назначен флигель-адъютантом. 6 декабря 1838 года возглавил лейб-кирасирский Его Высочества Наследника Цесаревича полк и 30 августа 1839 года произведён в генерал-майоры. В 1844 году назначен командиром 2-й бригады Гвардейской кирасирской дивизии (с оставлением в должности командира полка), 3 апреля 1849 года произведён в генерал-лейтенанты, с оставлением в тех же должностях. В том же 1849 году принимал участие в Венгерском походе.
20 января 1850 года стал начальником 2-й уланской дивизии. Этот пост Арапов занимал недолго, поскольку уже через месяц вышел в отставку.
В 1854 году Александр Николаевич Арапов был избран предводителем дворянства Пензенской губернии. Во время Крымской войны занимался формированием в Пензенской губернии ополченческих частей и подготовкой резервов для действующей в Крыму армии. 26 декабря 1856 года был зачислен по гвардейской кавалерии и в запасные войска (старшинство в чине генерал-лейтенанта установлено с 6 июня 1854 года).
Как дворянский предводитель, генерал Арапов поддерживал пензенского губернатора А. А. Панчулидзева, который тем не менее в 1859 году был смещён с поста сенаторской ревизией после ряда публикаций Е. Ф. Зарина, обличавших губернатора во взяточничестве и казнокрадстве.
Должность губернского предводителя дворянства Арапов занимал до самой своей смерти, последовавшей в Пензе 18 ноября 1872 года.

## Награды
Среди прочих наград Арапов имел ордена:
- Орден Святого Владимира 4-й степени с бантом (1831 год)
- Польский знак отличия за военное достоинство (Virtuti Militari) 4-й степени (1831 год)
- Орден Святого Владимира 3-й степени (6 декабря 1842 года)
- Орден Святого Георгия 4-й степени (4 декабря 1843 года, за беспорочную выслугу 25 лет в офицерских чинах, № 6913 по кавалерскому списку Григоровича — Степанова)
- Орден Святого Станислава 1-й степени (1844 год)
- Орден Святой Анны 1-й степени (1846 год, императорская корона к этому ордену пожалована в 1848 году)
- Орден Святого Владимира 2-й степени (1856 год)
- Орден Белого орла (1861 год)
- Орден Святого Александра Невского (4 апреля 1865 года)

## Семья
Арапов был женат на Екатерине Петровне Мальшиной (20.02.1810 — 27.02.1839), дочери надворного советника Петра Алексеевича Мальшина, помещика Симбирской губернии. Сестра её была замужем за П. Я. Купреяновым. Скончалась в возрасте 29 лет и похоронена на Тихвинском кладбище Александро-Невской Лавры. Их сыновья:
- Александр (30.10.1832—1919) — кавалергард, гофмейстер, тайный советник[4]
- Павел (06.02.1839—29.03.1885) — действительный статский советник, посланник в Португалии. Умер в Париже от болезни печени.